# Liste des porte-drapeaux à la cérémonie d'ouverture des Jeux olympiques d'hiver de 2014
Cet article répertorie la liste des porte-drapeaux lors de la cérémonie d'ouverture des Jeux olympiques d'hiver de 2014 à Sotchi en Russie qui s'est déroulée le 7 février 2014 au stade olympique Ficht à 20h14 heure locale.
Cette liste est classée dans l'ordre dans lequel les délégations nationales ont défilé. Conformément à la tradition, la délégation ouvrant la marche est celle de la Grèce, en sa qualité de pays fondateur des Jeux olympiques, et la dernière, clôturant la parade, est celle du pays hôte, ici la Russie. Comme toujours, l'ensemble des autres comités nationaux défilent dans l'ordre alphabétique de la langue de la nation organisatrice des Jeux, le russe.

## Liste des porte-drapeaux
Chaque ligne indique le nom du porte-drapeau, sa discipline et la délégation qu'il représente :
| Ordre | CNO                              | Nom anglais                      | Porte-drapeau              | Discipline              |
| ----- | -------------------------------- | -------------------------------- | -------------------------- | ----------------------- |
| 1     | Grèce                            | Greece                           | Panayióta Tsakíri          | Ski de fond             |
| 2     | Australie                        | Australia                        | Alex Pullin                | Snowboard               |
| 3     | Autriche                         | Austria                          | Mario Stecher              | Combiné nordique        |
| 4     | Azerbaïdjan                      | Azerbaijan                       | Patrick Brachner           | Ski alpin               |
| 5     | Albanie                          | Albania                          | Erjon Tola                 | Ski alpin               |
| 6     | Andorre                          | Andorra                          | Mireia Gutierrez           | Ski alpin               |
| 7     | Argentine                        | Argentina                        | Cristian Simari Birkner    | Ski alpin               |
| 8     | Arménie                          | Armenia                          | Sergey Mikayelyan          | Ski de fond             |
| 9     | Iles Vierges britanniques        | British Virgin Islands           | Peter Crooks               | Ski acrobatique         |
| 10    | Biélorussie                      | Belarus                          | Alexey Grishin             | Ski acrobatique         |
| 11    | Belgique                         | Belgium                          | Hanna Mariën               | Bobsleigh               |
| 12    | Bermudes                         | Bermuda                          | Tucker Murphy              | Ski de fond             |
| 13    | Bulgarie                         | Bulgaria                         | Maria Kirkova              | Ski alpin               |
| 14    | Bosnie-Herzégovine               | Bosnia-Herzegovina               | Zana Novakovic             | Ski alpin               |
| 15    | Brésil                           | Brazil                           | Jaqueline Mourão           | Ski de fond et Biathlon |
| 16    | Macédoine                        | Macedonia                        | Darko Damjanovski          | Ski de fond             |
| 17    | Grande-Bretagne                  | Great Britain                    | Jon Eley                   | Patinage de vitesse     |
| 18    | Hongrie                          | Hungary                          | Bernadett Heidum           | Patinage de vitesse     |
| 19    | Venezuela                        | Venezuela                        | Antonio Pardo              | Ski alpin               |
| 20    | Îles Vierges des États-Unis      | United States Virgin Islands     | Jasmine Campbell           | Ski alpin               |
| 21    | Allemagne                        | Germany                          | Maria Hoefl-Riesch         | Ski alpin               |
| 22    | Hong Kong                        | Hong Kong                        | Pan To Barton Lui          | Patinage de vitesse     |
| 23    | Géorgie                          | Georgia                          | Nino Tsiklauri             | Ski alpin               |
| 24    | Danemark                         | Denmark                          | Lene Nielsen               | Curling                 |
| 25    | Dominique                        | Dominica                         | Gary di Silvestri          | Ski de fond             |
| 26    | Zimbabwe                         | Zimbabwe                         | Luke Steyn                 | Ski alpin               |
| 27    | Israël                           | Israel                           | Vladislav Bykanov          | Patinage de vitesse     |
| 28    | Iran                             | Iran                             | Hossein Saveh Shemshaki    | Ski alpin               |
| 29    | Irlande                          | Ireland                          | Conor Lyne                 | Ski alpin               |
| 30    | Islande                          | Iceland                          | Saevar Birgisson           | Ski de fond             |
| 31    | Espagne                          | Spain                            | Javier Fernández           | Patinage artistique     |
| 32    | Italie                           | Italy                            | Armin Zoeggeler            | Luge                    |
| 33    | Kazakhstan                       | Kazakhstan                       | Yerdos Akhmadiyev          | Ski de fond             |
| 34    | Îles Caïmans                     | Cayman Islands                   | Dow Travers                | Ski alpin               |
| 35    | Canada                           | Canada                           | Hayley Wickenheiser        | Hockey sur glace        |
| 36    | Chypre                           | Cyprus                           | Constantinos Papamichael   | Ski alpin               |
| 37    | Kirghizistan                     | Kyrgyzstan                       | Dmitri Trelevski           | Ski alpin               |
| 38    | Chine                            | China                            | Jian Tong                  | Patinage artistique     |
| 39    | Lettonie                         | Latvia                           | Sandis Ozolins             | Hockey sur glace        |
| 40    | Liban                            | Lebanon                          | Alexandre Mohbat           | Ski alpin               |
| 41    | Lituanie                         | Lituania                         | Deividas Stagniunas        | Patinage artistique     |
| 42    | Liechtenstein                    | Liechtenstein                    | Tina Weirather             | Ski alpin               |
| 43    | Luxembourg                       | Luxembourg                       | Kari Peters                | Ski de fond             |
| 44    | Malte                            | Malta                            | Elise Pellegrin            | Ski alpin               |
| 45    | Maroc                            | Morocco                          | Adam Lamhamedi             | Ski alpin               |
| 46    | Mexique                          | Mexico                           | Hubertus von Hohenlohe     | Ski alpin               |
| 47    | Moldavie                         | Moldova                          | Victor Pinzaru             | Ski de fond             |
| 48    | Monaco                           | Monaco                           | Olivier Jenot              | Ski alpin               |
| 49    | Mongolie                         | Mongolia                         | Byambadorj Bold            | Ski de fond             |
| 50    | Athlètes olympiques indépendants | Independent Olympic Participants | Volontaire des Jeux        |                         |
| 51    | Népal                            | Nepal                            | Dawa Dachhiri Sherpa       | Ski alpin               |
| 52    | Pays-Bas                         | Netherlands                      | Jorien ter Mors            | Patinage de vitesse     |
| 53    | Nouvelle-Zélande                 | New Zealand                      | Shane Dobbin               | Patinage de vitesse     |
| 54    | Norvège                          | Norway                           | Aksel Lund Svindal         | Ski alpin               |
| 55    | Pakistan                         | Pakistan                         | Muhammad Karim             | Ski alpin               |
| 56    | Paraguay                         | Paraguay                         | Julia Marino               | Ski acrobatique         |
| 57    | Pérou                            | Peru                             | Roberto Carcelen           | Ski de fond             |
| 58    | Pologne                          | Poland                           | Dawid Kupczyk              | Bobsleigh               |
| 59    | Portugal                         | Portugal                         | Arthur Hanse               | Ski alpin               |
| 60    | Corée du Sud                     | South Korea                      | Lee Kyou-hyuk              | Patinage de vitesse     |
| 61    | Roumanie                         | Romania                          | Eva Tofalvi                | Biathlon                |
| 62    | Saint-Marin                      | San Marino                       | Vincenzo Romano Michelotti | Ski alpin               |
| 63    | Serbie                           | Serbia                           | Milanko Petrovic           | Biathlon                |
| 64    | Slovaquie                        | Slovakia                         | Zdeno Chara                | Hockey sur glace        |
| 65    | Slovénie                         | Slovenia                         | Tomaz Razingar             | Hockey sur glace        |
| 66    | États-Unis                       | United States of America         | Todd Lodwick               | Combiné nordique        |
| 67    | Tadjikistan                      | Tajikistan                       | Alisher Qudratov           | Ski alpin               |
| 68    | Thaïlande                        | Thailand                         | Kanes Sucharitakul         | Ski alpin               |
| 69    | Taipei chinois                   | Chinese Taipei                   | Ching-Yang Sung            | Patinage de vitesse     |
| 70    | Timor Oriental                   | East Timor                       | Yohan Goncalves Goutt      | Ski alpin               |
| 71    | Togo                             | Togo                             | Mathilde Petitjean         | Ski de fond             |
| 72    | Tonga                            | Tonga                            | Bruno Banani               | Luge                    |
| 73    | Turquie                          | Turkey                           | Alper Ucar                 | Patinage artistique     |
| 74    | Ouzbékistan                      | Uzbekistan                       | Kseniya Grigoreva          | Ski alpin               |
| 75    | Ukraine                          | Ukraine                          | Valentina Shevchenko       | Ski de fond             |
| 76    | Philippines                      | Philippines                      | Michael Christian Martinez | Patinage artistique     |
| 77    | Finlande                         | Finland                          | Enni Rukajarvi             | Snowboard               |
| 78    | France                           | France                           | Jason Lamy-Chappuis        | Combiné nordique        |
| 79    | Croatie                          | Croatia                          | Ivica Kostelić             | Ski alpin               |
| 80    | Monténégro                       | Montenegro                       | Tarik Hadzic               | Ski alpin               |
| 81    | République tchèque               | Czech Republic                   | Sarka Strachova            | Ski alpin               |
| 82    | Chili                            | Chile                            | Dominique Ohaco            | Ski acrobatique         |
| 83    | Suisse                           | Switzerland                      | Simon Ammann               | Saut à ski              |
| 84    | Suède                            | Sweden                           | Anders Soedergren          | Ski de fond             |
| 85    | Estonie                          | Estonia                          | Indrek Tobreluts           | Biathlon                |
| 86    | Jamaïque                         | Jamaica                          | Marvin Dixon               | Bobsleigh               |
| 87    | Japon                            | Japan                            | Ayumi Ogasawara            | Curling                 |
| 88    | Russie                           | Russia                           | Alexander Zubkov           | Bobsleigh               |